# Greg Gianforte
Gregory Richard Gianforte (San Diego; 17 de abril de 1961) es un hombre de negocios, ingeniero, autor y político estadounidense. Actual Gobernador del Estado de Montana desde 2021, previamente fue el Representante de Montana en la cámara baja del congreso hasta 2020.
Representante del estado de Montana desde 2017. Gianforte y su esposa son los fundadores de RightNow Technologies, una compañía de software para la gestión de relaciones con clientes que cotiza en bolsa desde el 2004 y fue adquirida por Oracle en 2011. Gianforte es uno de los pocos ejecutivos tecnológicos elegidos para un cargo político en los Estados Unidos. Además, desde que Darrell Issa terminó su mandato en 2019, Gianforte es el segundo miembro más rico de la Cámara de Representantes de los Estados Unidos. En 2020 no buscará la reelección a la Cámara de Representantes, habiendo decidido ser candidato a gobernador de Montana. 
Gianforte fue el candidato republicano para gobernador de Montana en 2016 pero perdió ante el demócrata Steve Bullock. Al año siguiente, sin embargo, derrotó al demócrata Rob Quist en una elección especial para llenar la vacante creada en el Congreso de Montana por el nombramiento de Ryan Zinke como secretario del gabinete presidencial. En el 2018, Gianforte prevaleció en la campaña para su reelección ganándole a la candidata demócrata Kathleen Williams. 
En junio de 2017 un tribunal estatal lo declaró culpable de agresión por haber atacado al periodista político de The Guardian, Ben Jacobs en la víspera de las elecciones. Fue multado y sentenciado a servicio comunitario y terapia de manejo de ira. Otra estipulación de su acuerdo con Jacobs fue que donaría $ 50,000 al Comité para la Protección de los Periodistas, que usaría los fondos para apoyar al Rastreador de Libertad de Prensa de Estados Unidos.

## Familia y primeros años
Gregory Richard Gianforte nació el 17 de abril de 1961 en San Diego, California. Su padre fue Frank Richard Gianforte, nacido en Newark, Nueva Jersey, en 1937 y fallecido en 2015 era ingeniero aeroespacial y, más tarde, emprendedor inmobiliario. Su madre, Dale Douglass, nació en Pittstown, Nueva Jersey, en 1937 y falleció en 2008. Trabajó para General Dynamics en San Diego, y más tarde, fue maestra de matemáticas. Gianforte es de ascendencia italiana, inglesa y escocesa. Tiene dos hermanos menores, Douglass y Michael. A partir de los tres años, Gianforte fue criado en los suburbios de Valley Forge y King of Prussia al noreste de Filadelfia, Pensilvania. También vivió en Wayne, una comunidad acomodada perteneciente a un municipio no incorporado que se extiende hasta los condados de Montgomery, Chester y Delaware.
Como estudiante de secundaria en la década de 1970, Gianforte comenzó un negocio de software. Asistió a la escuela secundaria Upper Merion en King of Prussia, Pensilvania, donde fue elegido presidente de clase. Gianforte también fue capitán del equipo de fútbol americano de su escuela, donde jugó como guardia ofensivo izquierdo. Se graduó de secundaria en 1979. 
En 1983 Gianforte se graduó del alma mater de su padre, el Instituto de Tecnología Stevens, una universidad privada de investigación en Hoboken, Nueva Jersey. Obtuvo un BE en ingeniería eléctrica y una maestría en ciencias de la computación. Como estudiante, dirigió un laboratorio de computación con 12 programadores. Fue miembro de la fraternidad masculina Delta Tau Delta y disfrutaba jugando al squash.

### Familia y vida personal
Gianforte conoció a su esposa, Susan, mientras trabajaba en Bell Labs en Nueva Jersey en la década de 1980. Hija de inmigrantes alemanes de primera generación, Susan nació y se crio en Queens, Nueva York . Se casaron en 1988 y tienen cuatro hijos.  La pareja ha residido en Bozeman, Montana, desde que dejó Nueva Jersey en 1995. Si bien Gianforte fue criado presbiteriano, él y su esposa asisten a Grace Bible Church, una iglesia no denominacional en Bozeman.
Gianforte tuvo problemas con la ley por cazar en tierras fiscales de Montana. El 28 de octubre de 2000 fue multado con $ 70 por matar ilegalmente a un alce. En una entrevista de 2016, describió haber recibido banqueros de inversión de Escocia y Nueva York en su casa de Montana, en relación con la oferta pública de acciones de su compañía, donde les sirvió una cena de teriyaki de león de montaña, chuletas de antílope envueltas en tocino y lomo de alce.

### Iniciativa empresarial

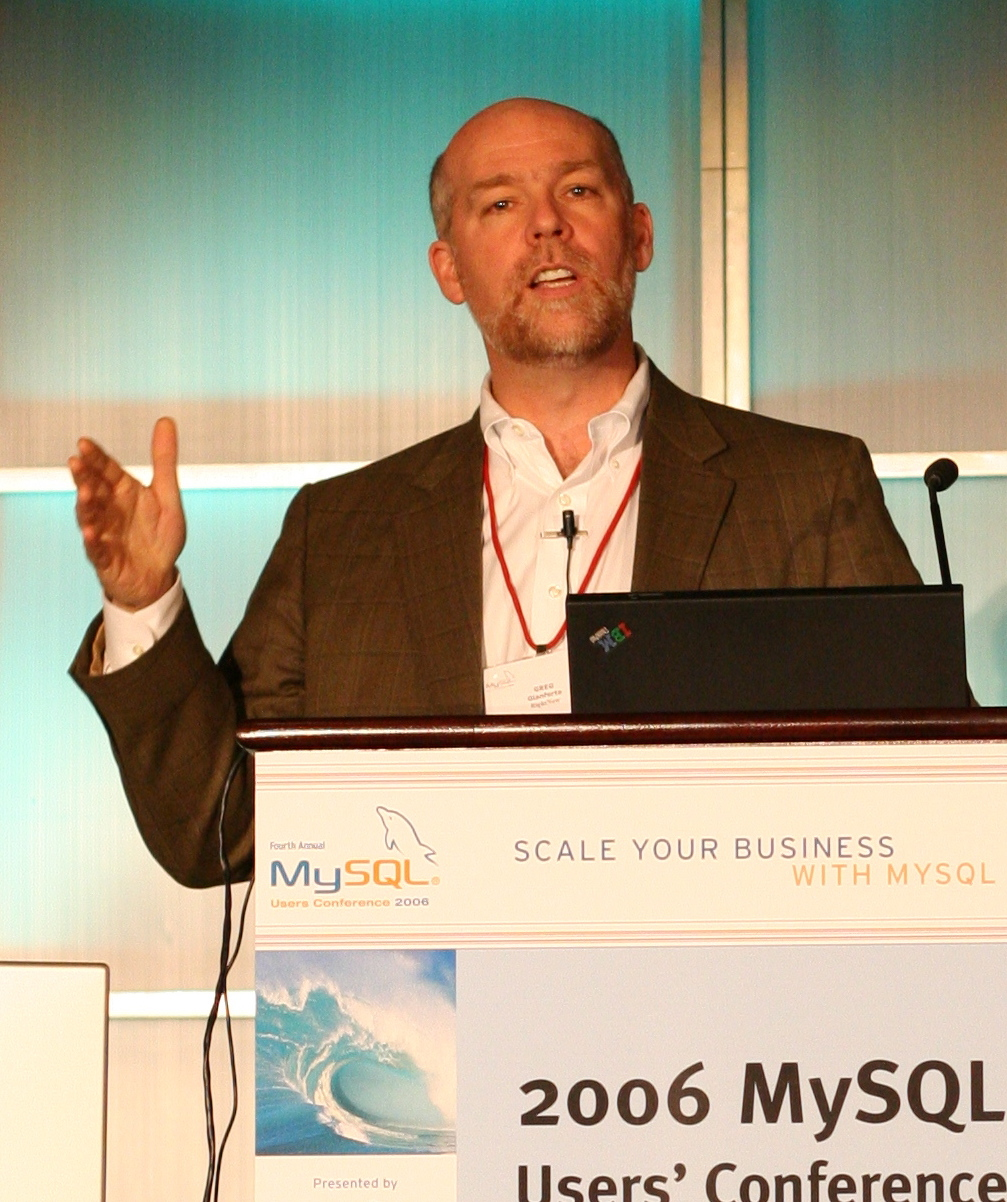
Gianforte dando un discurso en una conferencia de negocios en 2006

Gianforte comenzó su carrera en 1983 trabajando en adquisición de productos en los Laboratorios Bell. Dejó este trabajo frustrado por la jerarquía corporativa burocrática, convirtiéndose en cofundador de Brightwork Development Inc., un desarrollador de software de administración de redes de área local para la industria bancaria con sede en Tinton Falls, Nueva Jersey. Él y sus socios vendieron la compañía a McAfee Associates por $ 10 millones en 1994. Gianforte luego comenzó a trabajar para McAfee como jefe de ventas en América del Norte. En 1995, se mudó a Bozeman, Montana.
Gianforte y su esposa, Susan, ingeniera mecánica de oficio, fundaron RightNow Technologies en 1997. Parte de su estrategia fue usar el Internet para superar las barreras geográficas y construir un negocio globalizado. Cuando la compañía empezó a cotizar en bolsa en 2004, empleaba más de 1,000 trabajadores y ejecutivos tanto en Bozeman como a nivel mundial. Entre estos estaba el futuro senador Steve Daines.   La empresa tiene oficinas en el Reino Unido, Asia y Australia. La empresa fue adquirida por Oracle Corporation por $ 1.5 mil millones en 2011. En ese momento, la participación del 20% que Gianforte tenía en la compañía valía alrededor de $ 290 millones. Right NowTechnologies fue contratista de agencias federales, incluyendo el manejo de todas las consultas de búsquedas por internet para la Administración del Seguro Social y los sitios web de Medicare. En 2012, Gianforte demandó al Partido Demócrata de Montana por difamación, alegando que los avisos de campaña de la Cámara que emitieron críticas del entonces candidato de la Cámara Steve Daines eran difamatorios. Gianforte alegó que la fiesta transmitió anuncios de televisión que afirmaban que Right Now Technologies se capitalizó con contratos públicos y luego deslocalizó trabajos.
Gianforte publicó un libro de negocios junto con Marcus Gibson: Bootstrapping Your Business, Como iniciar y hacer crecer una empresa exitosa casi sin dinero.  Ofreció conferencias sobre emprendimiento y sobre cómo construir un negocio global.

## Filantropía y actividad cívica
En 2004, Gianforte y su esposa fundaron la Fundación Familia Gianforte que promueve las creencias creacionistas en la esfera pública. También realizó decenas de millones de dólares en contribuciones caritativas. La misión principal de la fundación es apoyar "el trabajo de organizaciones basadas en la fe que se dedican al trabajo de divulgación, a fortalecer a las familias y a ayudar a los necesitados; organizaciones en Montana que trabajan para mejorar la educación, apoyar el espíritu empresarial y crear empleos; y organizaciones que mejoran comunidad local de Bozeman, Montana ". Gianforte, su esposa, Susan, y su hijo, Richard, son los tres administradores de la fundación.  La fundación tenía activos de $ 113 millones en 2013.
La fundación de la familia Gianforte ha donado casi $ 900,000 a la Montana Family Foundation, en algunos años representando la mitad de los ingresos totales de esa organización. Esta promueve valores conservadores y cristianos en la legislatura de Montana. Cuando se le preguntó por qué donó al grupo, Gianforte dijo que es porque la organización se alinea con sus puntos de vista.
A través de su organización sin fines de lucro, Gianforte Family Charitable Trust, Gianforte ha contribuido con fondos sustanciales a varias organizaciones conservadoras. Algunas de estas han liderado los esfuerzos legales para desmantelar las regulaciones federales de financiamiento de campañas. Gianforte también ha donado a Family Research Council y Focus on the Family, que abogan por una enmienda constitucional que prohíba el matrimonio entre personas del mismo sexo, así como a la Montana Family Foundation, que es "el principal defensor del estado contra las políticas pro LGBT". Gianforte formó parte de la junta directiva de la Fundación Friedman para la Elección Educativa, una organización de reforma educativa fundada por el economista Milton Friedman que aboga por los cheques escolares.

### Creacionismo
Gianforte es un seguidor del creacionismo, y ha expresado su apoyo a esta visión pseudocientífica de la creación a pesar de la abrumadora evidencia científica de lo contrario. Ha donado al menos $ 290,000 al Museo de Dinosaurios y Fósiles de Glendive, un museo creacionista de Montana que enseña a los visitantes que la teoría de la evolución es falsa, que la Tierra tiene entre 6,000 y 6,400 años, y que los humanos y los dinosaurios coexistieron. También afirma que había dinosaurios a bordo del Arca de Noé y que estos probablemente se extinguieron hace 4.300 años durante la gran inundación descrita en el Libro del Génesis. El paleontólogo Jack Horner declaró que el Museo de Dinosaurios y Fósiles de Glendive "no es un museo en absoluto". La Fundación de la Familia Gianforte también donó una réplica de esqueleto de Tyrannosaurus rex al museo.

## Afiliaciones e inversiones
Los intereses comerciales e inversiones de Gianforte son diversos. En noviembre de 2013 fue nombrado miembro de la junta de FICO, una compañía de análisis de datos que adscribe riesgos de crédito para prestamistas. Ese mes Gianforte adquirió 8,000 acciones de FICO, que llegaron tener un valor de más de $ 464,000.00.  Gianforte también es socio de MGRR n.º 1, una compañía de responsabilidad limitada que ha recibido subsidios de granos desde 1995. Gianforte fue el presidente de la junta fundadora de la Montana High Tech Business Alliance. Renunció como presidente de la junta en junio de 2017 cuando fue jurado en el Congreso.
En los formularios de divulgación financiera que presentó en 2017, Gianforte indicó que poseía acciones por un valor de $150,000 en VanEck Vectors Russia ETF y $ 92,400 en IShares MSCF Russia ETF, por un total de poco menos de $ 250,000 en dos fondos cotizados en bolsa centrados en inversiones en Rusia. Estas inversiones llamaron la atención porque incluían acciones en Gazprom y Rosneft, que están sujetas a las sanciones de Estados Unidos impuestas después de la invasión rusa de Crimea. Sin embargo, debido a que la participación de propiedad por persona en estas compañías es tan pequeña en dichos fondos indexados, están exentos de sanciones.  Después de que se planteó el problema en la campaña del Congreso de Gianforte en 2017, Gianforte declaró que sus tenencias en Rusia eran una porción pequeña de sus inversiones generales y se comprometió a colocar todos sus activos en un fideicomiso ciego si era elegido.
A través de un holding, Gianforte posee un jet privado de 12 asientos que ha utilizado como un activo estratégico en la campaña electoral. El avión estuvo a disposición de otros en su comité del Congreso para viajar de regreso a Washington para votaciones importantes.

## Campaña para gobernador de Montana 2016

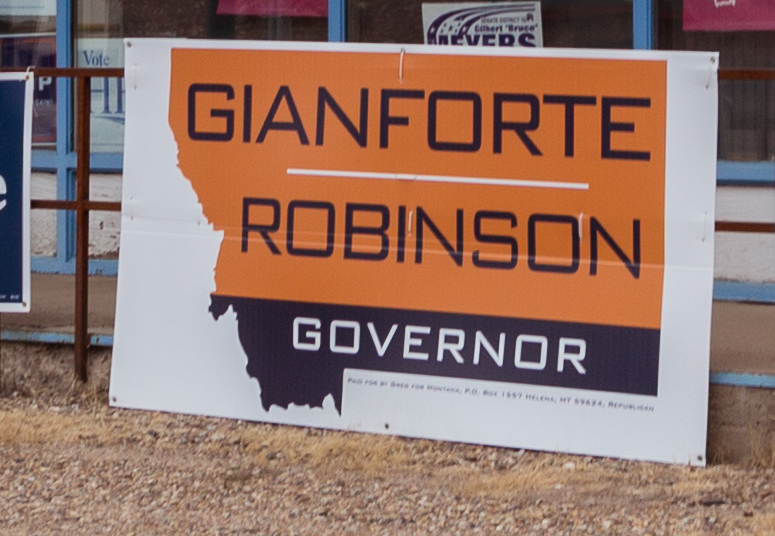
Cartel de la campaña de Gianforte / Robinson afuera de la sede del Partido Republicano de Hill County en Havre

El 20 de enero de 2016, Gianforte lazó su candidatura para ser nominado como candidato a gobernador de Montana por el Partido Republicano. La denuncia de presentada por un ciudadano de Butte  alegando que Gianforte había comenzado a hacer campaña antes de registrarse causó controversia. Sin embargo, esta fue desestimada.
En un discurso de campaña ese año, Gianforte declaró que había estado involucrado en negociaciones con Facebook para traer un nuevo centro de llamadas a Montana, pero que Facebook había declinado debido al impuesto a los equipos comerciales que existía en el estado. Un portavoz de Facebook cuestionó las afirmaciones de Gianforte, diciendo que no se habían entablado conversaciones con el y que el impuesto no era la razón por la cual la compañía decidió no ubicar un centro de llamadas en Montana. Gianforte mantuvo su posición, declarando que había hablado con un ejecutivo de Facebook el otoño anterior.
Durante su campaña para la gobernación, Gianforte se comprometió a no aceptar dinero de PACs de intereses especiales y publicó anuncios de televisión criticando a su oponente por hacerlo. Fue objeto de escrutinio cuando apareció un audio que revelaba que anteriormente había apoyado que se reemplazara el impuesto estatal sobre la renta y los ingresos fiscales estatales por un impuesto estatal sobre las ventas.
La gestión de tierras fiscales también formó parte del debate en la campaña de 2016 de Gianforte para gobernador. En 2009, la LLC de Gianforte presentó una demanda contra el Departamento de Pesca, Vida Silvestre y Parques de Montana por los límites para el acceso público al East Gallatin River adyacente a su propiedad. La demanda de Gianforte contra el estado se convirtió en un problema en la campaña de 2016 ya que sus críticos de Gianforte lo caracterizaron como un esfuerzo adinerado para bloquear el acceso público a una corriente popular. Gianforte negó las acusaciones y declaró que el asunto había sido un malentendido, señalando que la demanda nunca fue entregada. Esta se resolvió fuera de los tribunales.  Gianforte se opone al matrimonio entre personas del mismo sexo. También se opone al aborto.
En las elecciones generales de noviembre Gianforte fue derrocado por Steve Bullock, el actual gobernador demócrata, en las elecciones generales de noviembre por 50% contra 46%.

## Cámara de Representantes

### Elecciones

#### Campaña electoral de 2017

Mapa que representa (en rojo) el 49.7% de los votos que Gianforte recibió durante las elecciones especiales de 2017

El 1 de marzo de 2017 el representante republicano Ryan Zinke, del distrito congresional de Montana, renunció a su escaño al ser confirmado por el Senado  como Secretario del Interior de los Estados Unidos. Se programó una elección especial para elegir a un suplente que cumpliría el resto del mandato de Zinke. Gianforte ya había anunciado su intención de buscar el asiento el 25 de enero, antes de la confirmación de Zinke y su posterior renuncia. En la convención del 6 de marzo, Gianforte fue nominado como candidato del Partido Republicano. En las elecciones generales se enfrentó al músico y exmiembro del Montana Arts Council Rob Quist, candidato del Partido Demócrata, así como al libertario Mark Wicks.
Gianforte se desvió de las promesas hechas durante su campaña de gobernador, relajando su política de rechazar cualquier dinero proveniente de fondos PAC. Su campaña comenzó a aceptar contribuciones de partidos políticos y PAC de liderazgo, rechazando solo los fondos PAC corporativos.
Durante las primarias presidenciales republicanas de 2016 Gianforte se distanció de Donald Trump y no asistió al único rally de Trump en Montana, citando un conflicto de programación. Sin embargo, respaldó a Trump en las elecciones generales de 2016 y continuó expresando su apoyo al presidente durante la campaña del 2017. La campaña de Gianforte fue apoyada por el vicepresidente Mike Pence y por Donald Trump Jr., quienes participaron de su campaña en el estado. Además, Gianforte se acercó políticamente a Trump, promoviendo su condición candidato externo a la política y promocionando su experiencia como emprendedor tecnológico. También criticó a las ciudades santuario y a la "élite liberal".
Gianforte apoyó la derogación de la Ley de Protección al Paciente y Cuidado de Salud a Bajo Precio (Obamacare). Sin embargo, se negó a decir si apoya la Ley estadounidense de Atención Médica, la legislación republicana que buscó revocar y reemplazar la Ley de Atención Médica Asequible. El jueves 4 de mayo de 2017, Gianforte realizó una conferencia telefónica privada con lobbistas republicanos en Washington D. C., donde ofreció una visión más solidaria de la Ley de Atención Médica de Estados Unidos. Dijo que "parece que acabamos de aprobar un tema de atención médica, por lo que estoy agradecido, parece que estamos comenzando a revocarnos y reemplazar".  Más tarde, en mayo, declaró que no "votaría por una derogación y un reemplazo (de Obamacare) a menos que sepa que protege a las personas con condiciones preexistentes, reduce las tasas y preserva el acceso rural". El incidente en el que Gianforte agredió a un periodista estuvo relacionado con preguntas sobre cómo la AHCA haría que el seguro de salud fuera demasiado costoso para las personas con afecciones preexistentes.

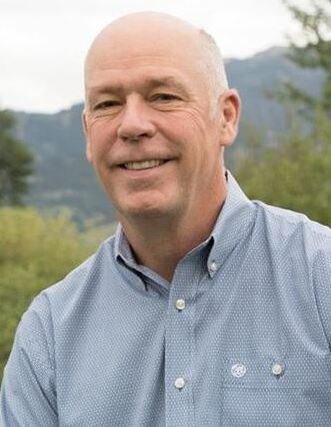
Gianforte alrededor de junio de 2017 cuando asumió el cargo.

Gianforte se opone a la legalización de la marihuana para uso recreativo, comparándola con drogas más adictivas. Sin embargo, apoyó el uso de marihuana medicinal a "personas con dolor crónico, bajo el cuidado de un médico". 
Tiende a apoyar políticas conservadoras y se opone al aborto, excepto en los casos en que la vida de una mujer está en peligro. Está a favor de eliminar los fondos federales de Planned Parenthood. También dijo que apoya que el gobierno aplique la no discriminación para los trabajadores, pero no para los clientes. Se opuso a aumentar el salario mínimo. Gianforte apoyó la Orden Ejecutiva 13769, que prohibió la inmigración proveniente de siete países de mayoría musulmana. Se opuso al restablecimiento de refugiados en Montana. Se opuso a las políticas de las ciudades santuario. Gianforte culpó al gobierno de Obama de "la situación con Rusia" y favoreció una estrategia multilateral para oponerse a la agresión rusa. Apoyó la decisión del presidente Trump de despedir al director del FBI James Comey.
Gianforte se opuso a los esfuerzos para transferir tierras federales a los estados. También pidió cambios a la Ley de Especies en Peligro. Estaba a favor de enmendar la Ley federal de igualdad de acceso a la justicia para reducir los litigios ambientales, diciendo que la ley ha sido abusada por "extremistas ambientales".  Reconoció el cambio climático puede ser causado por el hombre pero "no tenía ideas específicas sobre cómo abordar el cambio climático". Ha dicho que "el clima siempre está cambiando" y cree que cerrar las centrales eléctricas de carbón no ayudaría a mitigar el cambio climático . Apoyó la revocación del presidente Trump del Plan de Energía Limpia presentado por la administración Obama. Pidió inversiones en tecnología de carbón limpio.  Gianforte ha criticado la cantidad de tiempo que el Departamento del Interior dedica a evaluar las aplicaciones para perforar y frack para gas de esquisto.
 

Gianforte describió que pensaba sobre la jubilación utilizando el ejemplo bíblico de Noé . Él dijo: 
 No hay nada en la Biblia que hable sobre la jubilación. Y sin embargo, es un concepto aceptado en nuestra cultura actual. En ninguna parte dice: 'Bueno, él era un sirviente bueno y fiel, así que fue a la playa. . . El ejemplo en el que pienso es Noé. ¿Cuántos años tenía Noé cuando construyó el arca? 600 No era como, cobrar cheques del Seguro Social, no estaba pasando el rato, estaba trabajando. Entonces, creo que tenemos la obligación de trabajar. El papel que tenemos en el trabajo puede cambiar con el tiempo, pero el concepto de jubilación no es bíblico. 

##### Asalto a periodista en víspera de las elecciones
El 24 de mayo de 2017, el día antes de las elecciones especiales de la Cámara, Ben Jacobs, el reportero político del periódico The Guardian que cubría las elecciones, informó a la Oficina del Sheriff de Montana en el condado de Gallatin que Gianforte lo había agredido en la oficina de campaña de Bozeman de Gianforte después de Jacobs le hizo una pregunta sobre la política de atención médica. Jacobs dijo que Gianforte lo golpeó, tirándolo al suelo,. y le rompió las gafas.
Inmediatamente después del incidente, Gianforte hizo declaraciones engañosas a un Sargento de la Oficina del Sheriff del Condado de Gallatin, quien informó a la oficina de campaña de Gianforte que investigaría la denuncia. La noche del incidente, Gianforte comentó al sargento investigador del sheriff: "los medios liberales están tratando de hacer una historia".
La campaña de Gianforte en un principio no se disculpó, culpando falsamente al periodista en un comunicado de prensa en las horas posteriores al asalto. La campaña disputó las acusaciones, diciendo que Jacobs agarró la muñeca de Gianforte haciendo que ambos se cayeran al suelo. Sin embargo, una grabación de audio del incidente pareció respaldar la declaración de Jacobs, y otros reporteros que estuvieron presentes en la escena corroboraron la versión de los eventos de Jacobs.
Un testigo ocular del ataque, la reportera de Fox News, Alicia Acuña, testificó que "Gianforte agarró a Jacobs por el cuello con ambas manos y lo estrelló contra el suelo", "luego" comenzó a golpear al hombre y gritó algo en el sentido de 'yo' m enfermo y cansado de esto! '  Acuna comentó: "en ningún momento ninguno de los que fuimos testigos de este asalto vio a Jacobs mostrar alguna forma de agresión física hacia Gianforte, quien abandonó el área después de dar declaraciones a los agentes locales del alguacil". Jacobs fue hospitalizado después del ataque. Otra periodista que fue testigo ocular del asalto, Alixis Levinson, tuiteó que ella "escuchó un choque gigante y vio los pies de Ben volar en el aire cuando golpeó el suelo".
La Oficina del Sheriff del Condado de Gallatin citó a Gianforte por el delito menor de agresión y se le ordenó comparecer ante el tribunal por sus acciones. 93 días después de su asalto, el 25 de agosto de 2017, Gianforte fue ingresado brevemente en la cárcel, se le tomaron las huellas digitales y se le tomó una fotografía oficial de "fotografía policial", pero solo después de haber sido obligado a hacerlo por orden judicial siguiente una lucha silenciosa por parte de su equipo legal para evitar ese proceso. El 10 de octubre de 2017, una orden judicial del condado de Gallatin lanzó públicamente la foto policial de Giantforte.
Al rescindir su respaldo a Gianforte, el consejo editorial del  Independent Record  de Helena señaló que, antes del ataque, Gianforte había alentado a sus partidarios a boicotear ciertos periódicos, señaló a un periodista en una habitación para mostrar que estaba superado en número y bromeando sobre la noción de asfixia a un periodista. Otros dos periódicos de Montana bien circulados, el Billings Gazette, y el más grande del estado, Missoulian, hicieron lo mismo al revocar sus endosos previos de Gianforte. El presidente Paul Ryan y otros miembros del Congreso instaron a Gianforte a que se disculpe.
En su discurso de aceptación la noche de su victoria del 25 de mayo, Gianforte se disculpó con Jacobs y con el equipo de Fox News por su asalto. El 7 de junio, Gianforte se disculpó por escrito con Jacobs y donó $ 50,000 al Comité para la Protección de los Periodistas, que aceptó los fondos como parte del acuerdo y dijo que los destinaría al Rastreador de la Libertad de Prensa de EE. UU. A cambio, Jacobs acordó no presentar una demanda civil contra Gianforte.
El 12 de junio de 2017, después de declararse culpable del delito menor de asalto a Jacobs en el Tribunal de Distrito del Condado de Gallatin, Gianforte declaró que Jacobs "no inició ningún contacto físico conmigo". También escribió una carta a Jacobs diciendo que el periodista no comenzó el altercado físico. Originalmente, Gianforte fue sentenciado a cuatro días en la cárcel, que iba a completar en parte a través de un programa de trabajo. Sin embargo, no era elegible para el programa de trabajo debido a la condena por asalto. El juez luego cambió la sentencia a 40 horas de servicio comunitario y 20 horas de terapia de manejo de ira, sentencia diferida de 180 días y una multa de $ 300 junto con una tarifa judicial de $ 85.
Durante la audiencia en la corte, Jacobs declaró que esperaba entrevistar a Gianforte en el futuro, como estaba tratando de hacer en el momento del asalto. A su vez, Gianforte le dijo a Jacobs "Lo siento, y si estás listo, espero estar contigo en DC"  La cuestión quedó ahí y al día de hoy la entrevista nunca se llevó a cabo..

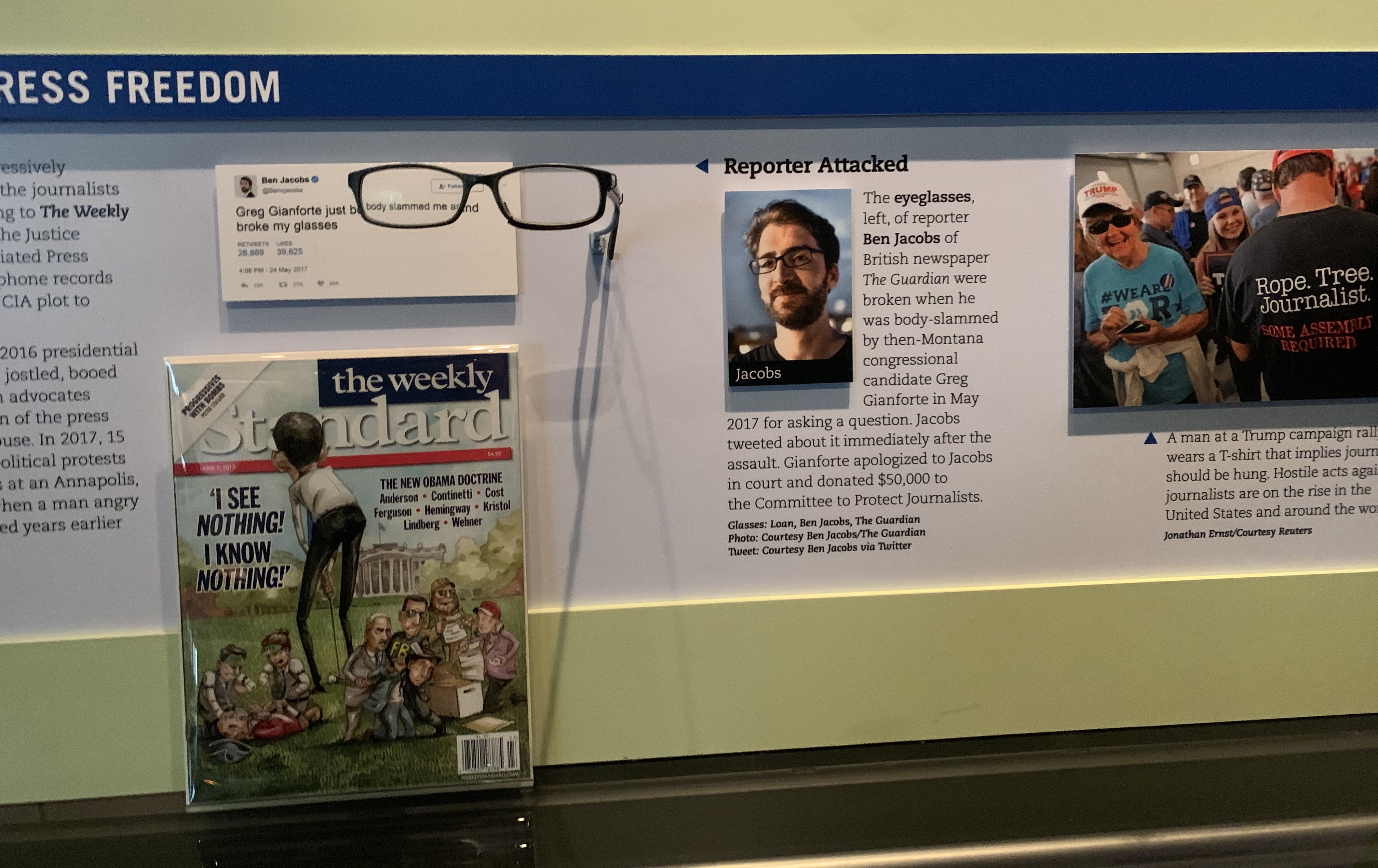
Exposición del periodista de The Guardian Ben Jacobs sobre el asalto de Greg Gianforte en la víspera de las elecciones en The Newseum, un museo de los medios de comunicación en Washington D. C. (ahora cerrado).

Jacobs, a través de su abogado, acusó a Gianforte de blanquear su culpa, Envió dos veces cartas de cese y desistimiento a Gianforte con respecto a las cuentas de este último de su culpabilidad en el asalto. Gianforte se reunió con la junta editorial del periódico Missoulian en octubre de 2018 y, cuando se le preguntó sobre el asalto, sostuvo que su declaración falsa original a los agentes del alguacil inmediatamente después del incidente fue su mejor recuerdo de los acontecimientos; una declaración que Gianforte luego contradijo bajo juramento en la corte con una admisión de culpa relacionada con su declaración de culpabilidad.
El 18 de octubre de 2018, durante un rally en Missoula, Montana, el presidente Donald Trump felicitó a Gianforte por su asalto a Jacobs. Mientras elogiaba verbalmente la destreza demostrada por Gianforte al pegarle, Trump hizo gestos con sus manos y brazos para pantomimar una maniobra de lucha.  Según los analistas, esta fue la primera vez que Trump "elogió abierta y directamente un acto violento contra un periodista en suelo estadounidense".
PEN America, una organización sin fines de lucro que defiende la libertad de expresión, condenó los elogios explícitos de Trump a Gianforte. Cuando le preguntaron sobre los comentarios de Trump, la primera ministra del Reino Unido, Theresa May, declaró que "cualquier violencia o intimidación contra un periodista es completamente inaceptable". Pero, durante un evento de campaña en Scottsdale, Arizona, al día siguiente, Trump desestimó las críticas y dijo que no lamentaba haber elogiado a Gianforte.
El asalto de Gianforte al periodista alcanzó notoriedad política. Durante un evento de campaña en octubre de 2018 junto entonces Secretario de Estado de Georgia, Brian Kemp, la congresista republicano Jody Hice imploró a la pequeña multitud que se había reunido para oponerse al resurgimiento de los candidatos demócratas en las elecciones de mitad de período de 2018 . Hice declaró: "¡Es hora de que esta llamada ola azul sea golpeada por el cuerpo!" 

#### Campaña congresional de 2018

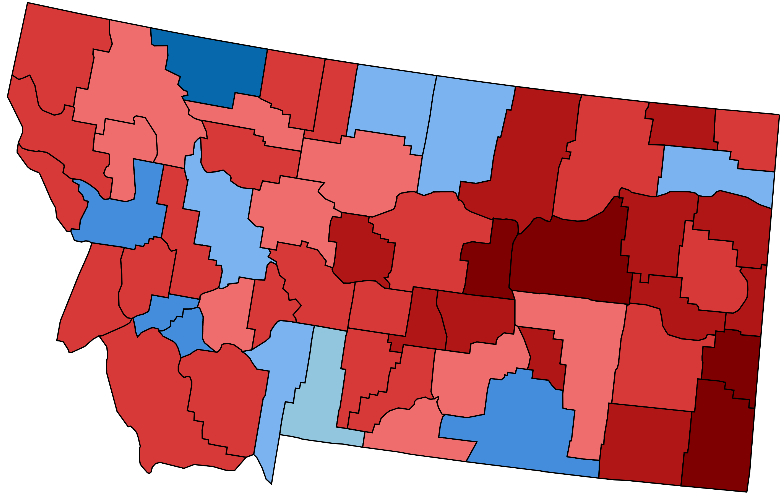
Gráfico del mapa que representa (en rojo) el 51% de los votos que Gianforte recibió durante las elecciones de 2018

En el 2018 Gianforte hizo campaña contra la candidata demócrata Kathleen Williams, legisladora estatal y experta en recursos naturales de Bozeman, así como a la candidata del Partido Libertario Elinor Swanson, abogada de Billings.
Gianforte se opuso a la propuesta de Williams de permitir que los mayores de 55 años compren Medicare, señalando que "Medicare para todos es Medicare para ninguno". Advirtió había un riesgo de recortes de gastos en Medicare si los demócratas obtenían la mayoría en la Cámara. Williams criticó a Gianforte por presentar un proyecto de ley para eliminar las protecciones federales de varias áreas de estudio de la vida silvestre en Montana sin celebrar reuniones públicas para discutirlo.
Según las encuestas de las semanas previas a las elecciones la intención de voto para Gianforte y Williams era muy cercana y estaba dentro del margen de error. Finalmente, Gianforte prevaleció con un margen de victoria del 5%. Los datos de las encuestas de salida indicaron que Gianforte tenía su mayor apoyo en las encuestas de hombres mayores de 44 años y de aquellos con ingresos superiores a $ 50,000 por año.

### Tenencia de drogas

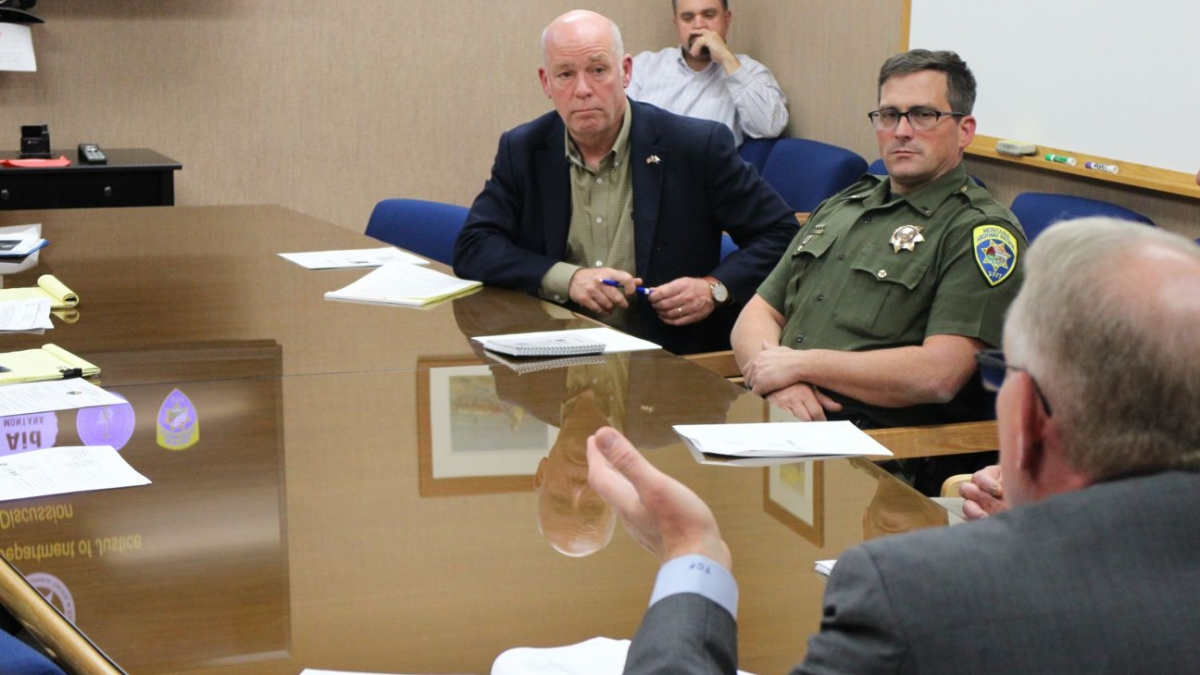
Gianforte discute la prohibición de drogas ilegales con la Patrulla de Carreteras de Montana, el Departamento de Justicia de Montana y el fiscal general de Montana Tim Fox en octubre de 2018

#### 115.º Congreso
Gianforte juró ante la Cámara de Representantes el 21 de junio de 2017. En su ceremonia de inauguración, Gianforte declaró su apoyo a los límites para los mandatos en el Congreso, a prohibir que los congresistas se conviertan en lobbistas y a retener el pago a los miembros del congreso si no se aprueba el presupuesto. Es inusual que los miembros del Congreso anuncien su apoyo a esta legislación durante su toma de posesión. El mismo día, los demócratas de Montana le enviaron un traje naranja de prisionero.
Gianforte presentó su primer proyecto de ley el 21 de junio de 2017. Este fue la Ley de Responsabilidad de Presupuesto Equilibrado (HR 2977). Según lo resumió Gianforte, de aprobarse el proyecto se retendría el pago de los miembros del Congreso a menos que se apruebe un presupuesto equilibrado. Hasta junio de 2017, este no había sido votado en ninguna de las tres comisiones a las que se remitió.
Como congresista, Gianforte promocionó los créditos fiscales reembolsables para padres de bajos ingresos. Los presentó como un logro del caucus republicano durante su mandato. Además, ha subrayado la importancia de los acuerdos de libre comercio para las granjas de Montana.
Gianforte presidió la Subcomisión Interior de la Comisión de Supervisión hasta el final del 115° Congreso en 2018. Durante su presidencia introdujo una legislación para anular las designaciones del área de estudios de vida silvestre (WSA) de más de 800,000 acres de tierra en el desierto Montana. Esta estaban bajo administración conjunta de la Oficina Federal de Administración de Tierras y el Servicio Forestal de los Estados Unidos

#### 116 ° Congreso
Con la rotación de la mayoría de las comisiones en las elecciones legislativas de 2018, Gianforte perdió la presidencia de la Subcomisión del Interior, que paso a Stacey Plaskett de las Islas Vírgenes de EE. UU. En enero de 2019 Gianforte ofreció una sesión de audición mediante una llamada de conferencia. Esto generando críticas sobre la opacidad de ese proceso debido a las dudas que generó la realización de preguntas inquebrantables por parte de participantes selectos que expresaron su apoyo a Gianforte y fueron identificados solo por su nombre.

### Asignaciones de comisiones
- Comisión de recursos naturales
  - Subcomisión de Tierras Fiscales
  - Subcomisión de Agua, Energía y Océanos
- Comisión de Supervisión
  - Subcomisión de Tecnología de la Información
  - Subcomisión del Interior (Presidente, 115.º Congreso)[174]
  - Subcomisión de Asuntos Intergubernamentales

### Membresía encaucus
- Caucus de los estados del oeste[178]

## Campaña para la gobernación de 2020
Actualmente, Gianforte compite con el fiscal general Tim Fox y el senador estatal Al Olszewski por la nominación del Partido Republicano de Montana para las elecciones gubernativas del 2020. Durante la campaña, Gianforte trazó paralelos entre su experiencia construyendo una empresa de tecnología y los antecedentes comerciales de Donald Trump. También compartió anécdotas de sus visitas a la Casa Blanca destinadas a ilustrar los lazos entre ellos.

## Honores
- 2012: doctorado honorario del Stevens Institute of Technology, donde pronunció el discurso de graduación.[181]
- 2007: doctorado honorario de la Facultad de Ingeniería de la Universidad Estatal de Montana.[10][182]
- 2007: Gianforte fue incluido en el Salón de la Fama de CRM.[183]
- 2003: Premio de Honor Stevens del Instituto de Tecnología Stevens.
- 2003: Gianforte fue nombrado Emprendedor del Año del Noroeste del Pacífico por Ernst & Young.[184]

## Escritos
- Gianforte, Greg; and Gibson, Marcus (2005). Bootstrapping your business: start and grow a successful company with almost no money. Adams Media.
- Gianforte, Greg (2008). Eight to great : Eight steps to delivering an exceptional customer experience.. Book Surge.
- Gianforte, Greg (2012). Attack of the customers : Why critics assault brands online and how to avoid becoming a victim. Auto-publicado.